# Triportheus paranensis
Triportheus paranensis es una especie del género de peces de agua dulce Triportheus, de la familia Triportheidae en el orden de los Characiformes. Es denominada popularmente dientudo, golondrina, chapé o machete. Habita en el centro-este de Sudamérica, siendo característica de la cuenca del Plata, en el centro de Brasil, este de Bolivia, Paraguay llegando por el sur hasta el Río de la Plata superior, en el centro-este de la Argentina y Uruguay.
Los machos pueden alcanzar los 19 cm de longitud total.

## Taxonomía
Esta especie fue descrita originalmente en el año 1874 por el zoólogo británico, nacido en Alemania, Albrecht Carl Ludwig Gotthilf Günther, bajo el nombre científico de Chalcinus paranensis. La localidad tipo es: «río Paraná, Brasil».